# Mara Kovačević
Mara Kovačević –en serbio, Мара Ковачевић– (12 de diciembre de 1975) es una deportista serbia que compitió en judo. Ganó una medalla de bronce en el Campeonato Mundial de Judo de 2003 y una medalla de bronce en el Campeonato Europeo de Judo de 2001.

## Palmarés internacional
| Representando a Yugoslavia          |                 |                   |           |
| Campeonato Europeo                  |                 |                   |           |
| Año                                 | Lugar           | Medalla           | Categoría |
| 2001                                | París (Francia) | Medalla de bronce | +78 kg    |
| Representando a Serbia y Montenegro |                 |                   |           |
| Campeonato Mundial                  |                 |                   |           |
| Año                                 | Lugar           | Medalla           | Categoría |
| 2003                                | Osaka (Japón)   | Medalla de bronce | Abierta   |